# 台南通泉草
台南通泉草（学名：Mazus tainanensis）为通泉草科通泉草属下的一个种。

## 扩展阅读
- 維基物種上的相關：台南通泉草